# Debercsény
Debercsény ist eine ungarische Gemeinde im Kreis Balassagyarmat im Komitat Nógrád.

## Geografische Lage
Debercsény liegt ungefähr 13 Kilometer südlich der Stadt Balassagyarmat, an dem kleinen Fluss Debercsényi-patak. Nachbargemeinden sind Magyarnándor und Szente.

## Sehenswürdigkeiten
- Glockenturm mit Holzschindeln (Harangláb), vor der Kirche
- Römisch-katholische Kirche Árpád-házi Szent Erzsébet, erbaut 1983

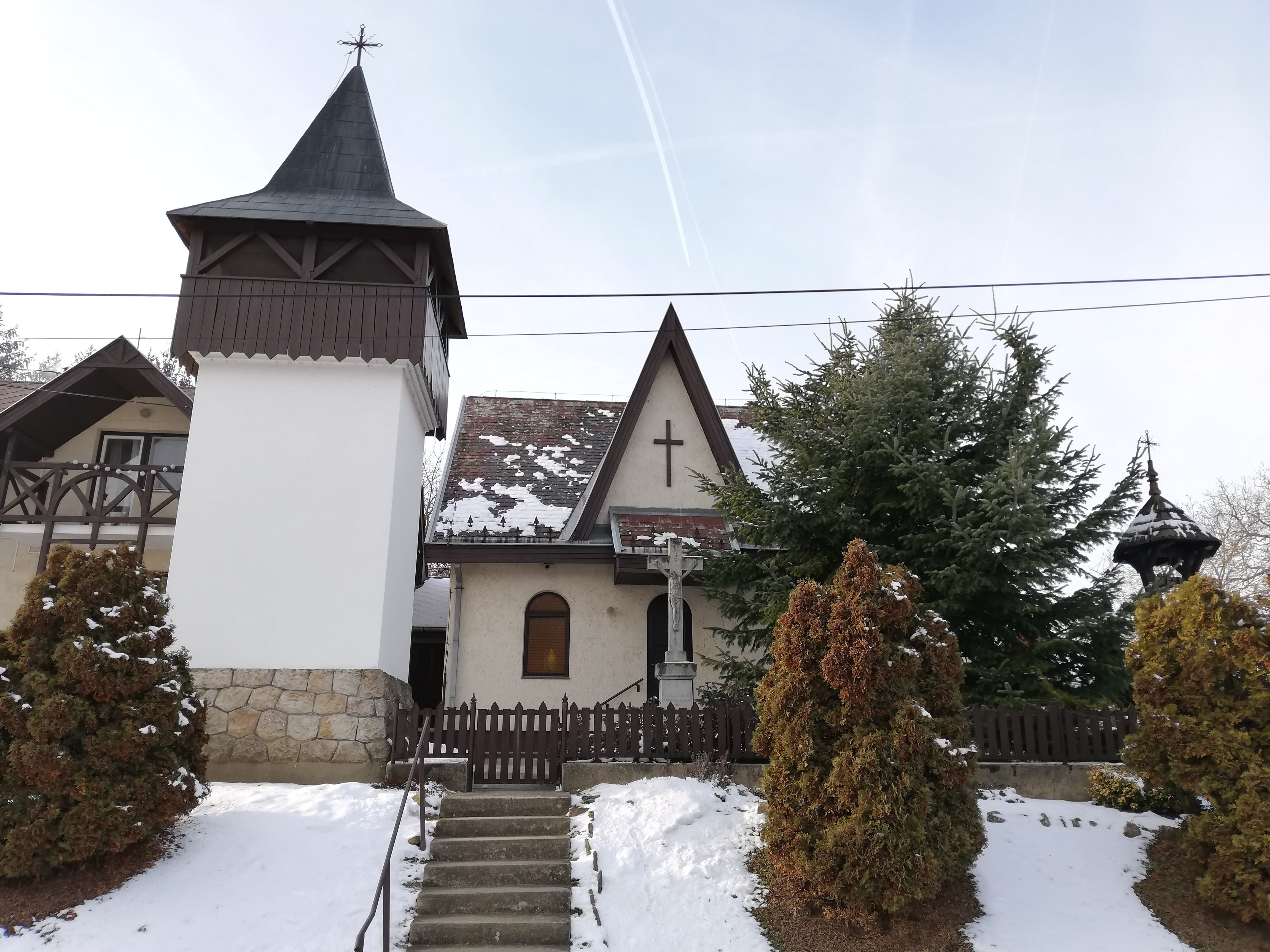
Röm.-kath. Kirche Árpád-házi Szent Erzsébet und Glockenturm

## Verkehr
Durch Debercsény verläuft die Landstraße Nr. 2118. Der nächstgelegene Bahnhof befindet sich drei Kilometer östlich in Magyarnándor.